# Vauchonvilliers
Vauchonvilliers település Franciaországban, Aube megyében. Lakosainak száma 172 fő (2022. január 1.). Vauchonvilliers Amance, Argançon, Jessains, Magny-Fouchard, Maison-des-Champs és Vendeuvre-sur-Barse községekkel határos.

## Népesség
A település népessége az elmúlt években az alábbi módon változott:
| Lakosok száma | 176  | 151  | 134  | 128  | 151  | 160  | 158  | 164  | 167  | 172  |
|               | 1968 | 1982 | 1990 | 2006 | 2013 | 2015 | 2017 | 2019 | 2020 | 2022 |